# Yannick Gagneur
Yannick Fabrice Gagneur (Parigi, 15 marzo 1980) è un ex cestista francese.